# Solanum hintonii
Solanum hintonii es una especie herbácea, perenne, tuberosa y estolonífera perteneciente a la familia de las solanáceas y oriunda de México. 

## Descripción
Plantas de 40 a 125 cm de alto, erectas, glabras o esparcidamente pubescentes. Hojas imparipinnadas, hasta de 14 cm de largo, con 5-7 foiolos peciolulados, lanceolados. Inflorescencia cimoso-paniculada, con 12-28 flores; cáliz de 5 mm de largo, dividido cerca de su mitad en lóbulos ovados y acuminados; corola estrellada, hasta de 2 cm de diámetro, blanca, lóbulos angostos, fuertemente reflejos. Fruto cónico, de 2,2 cm de largo y 0,8 mm de ancho, de color verde.

## Distribución
Solanum hintonii se conoce sólo en algunas localidades de México, tales como Temascaltepec, Querétaro y Guanajuato. Crece en un intervalo altitudinal que va desde los 1.700 hasta los 2.800 m s. n. m.

## Taxonomía
Solanum hintonii fue descrita por Conrad Vernon Morton y publicado en Wrightia 2(3): 139, f. 27. 1961.
Etimología
Solanum: nombre genérico que deriva del vocablo Latíno equivalente al Griego στρνχνος (strychnos) para designar el Solanum nigrum (la "Hierba mora") —y probablemente otras especies del género, incluida la berenjena— , ya empleado por Plinio el Viejo en su Historia naturalis (21, 177 y 27, 132) y, antes, por Aulus Cornelius Celsus en De Re Medica (II, 33). Podría ser relacionado con el Latín sol. -is, "el sol", debido a que la planta sería propia de sitios algo soleados.